# Törő András
Törő András (Budapest, 1940. július 10. –) olimpiai bronzérmes magyar kenus.

## Élete
A Honvéd versenyzőjeként az 1960-as római olimpián bronzérmet szerzett, négy évvel később Tokióban pedig negyedik helyezett lett. A tokiói olimpiáról az Egyesült Államokba disszidált. Kezdetben alkalmi munkákat vállalt, közben a michigani egyetemen szerzett hajótervezői diplomát. 1971-ben kapta meg az amerikai állampolgárságot. 1968-ban és 1972-ben az Egyesült Államok színeiben versenyzett az olimpián. Megnősült, két gyermeke született. 1984-ben az USA olimpiai bizottságának titkára lett. 1986-ban hosszú idő után látogatott haza. 